# Letrismo
Letrismo é um estilo artístico cujos princípios foram desenvolvidos na Romênia pelo poeta, pintor e cineasta romeno Isidore Isou, em 1942, quando o artista tinha apenas dezesseis anos. O estilo tornou-se moda e espalhou-se pela Europa. Surge como oposição ao controle de André Breton sobre o Surrealismo e tende ao Dadaísmo, se opondo à palavra e à significação, buscando o onomatopaico e o fonético. O movimento ganhou força e acabou migrando também para as artes visuais, onde obras experimentais com letras e pinturas se fundiram. Experiências semelhantes, anteriores ao Letrismo, já haviam sido muito exploradas por poetas e artistas visuais e/ou fonéticos do Futurismo, do Dadaísmo e do Futurismo russo ou próximos destes. Influenciou movimentos de esquerda não stalinistas, como a Internacional Situacionista, dedicada a desenvolver na arte o legado revolucionário do Dadaísmo e do Surrealismo.